# Данилиха (микрорайон)
Данилиха — микрорайон в составе Дзержинского района Перми.

## География
Микрорайон расположен в центральной части города, ограничен с запада зоной отчуждения железной дороги, с юга шоссе Космонавтов, с востока и севера долиной речки Данилиха.

## Название
В связи с отсутствием документов, регулирующих границы тех или иных составных частей городских районов Перми, в ряде случаев фигурируют несколько названий одних и тех же микрорайонов. Иногда микрорайон Данилиха упоминается как Плехановский, что связано с названием основной улицы микрорайона.

## История
В 1719 году впервые упоминается починок на реке Данилиха, где проживало 7 семей. В 1922 году деревня официально вошла в состав города. В 1926 году здесь было 236 дворов и 3107 жителей. В советский период микрорайон превратился в рядовой жилой район, застроенный пятиэтажными домами. В 2010-е годы в микрорайоне появились несколько современных жилых комплексов. Численность населения быстро выросла, что создало очевидные трудности для семей с детьми, так как объектов социального направления больше не стало. Характерной особенностью микрорайона является близость центрального рынка на восточной границе микрорайона и наличие «китайского» рынка в его западной части. 
В ближайшем будущем восточную часть микрорайона ожидает кардинальная перестройка. Согласно планам городской и краевой администрации, строительство нового автомобильного моста через Каму в створе улице Крисанова будет сопровождаться строительством новой городской трассы, которая соединит оба ныне разрозненных участка данной улицы и обеспечит широкий выход на перекресток улицы Столбовой и шоссе Космонавтов. При этом последний перекресток должен будет дооборудован двухъярусной развязкой.

## Улицы
Основная улица микрорайона Плеханова (Биармская до 1920 года). Кроме того, имеют значение улицы Голева (Межевая до 1985 года), Крисанова и Кронштадская. Южная граница микрорайона проходит по оживленному шоссе Космонавтов.

## Образование
Средняя школа «Приоритет» (№ 25). Один из корпусов Пермской Фармацевтической академии.

## Транспорт
Через микрорайон проходят трамвайные маршруты 11 и 12. По южной границе микрорайона, шоссе Космонавтов, проходят также автобусные маршруты 3,4,19, 30, 36, 55, 59, 106, 108, 109, 120.